# Cască de scafandru

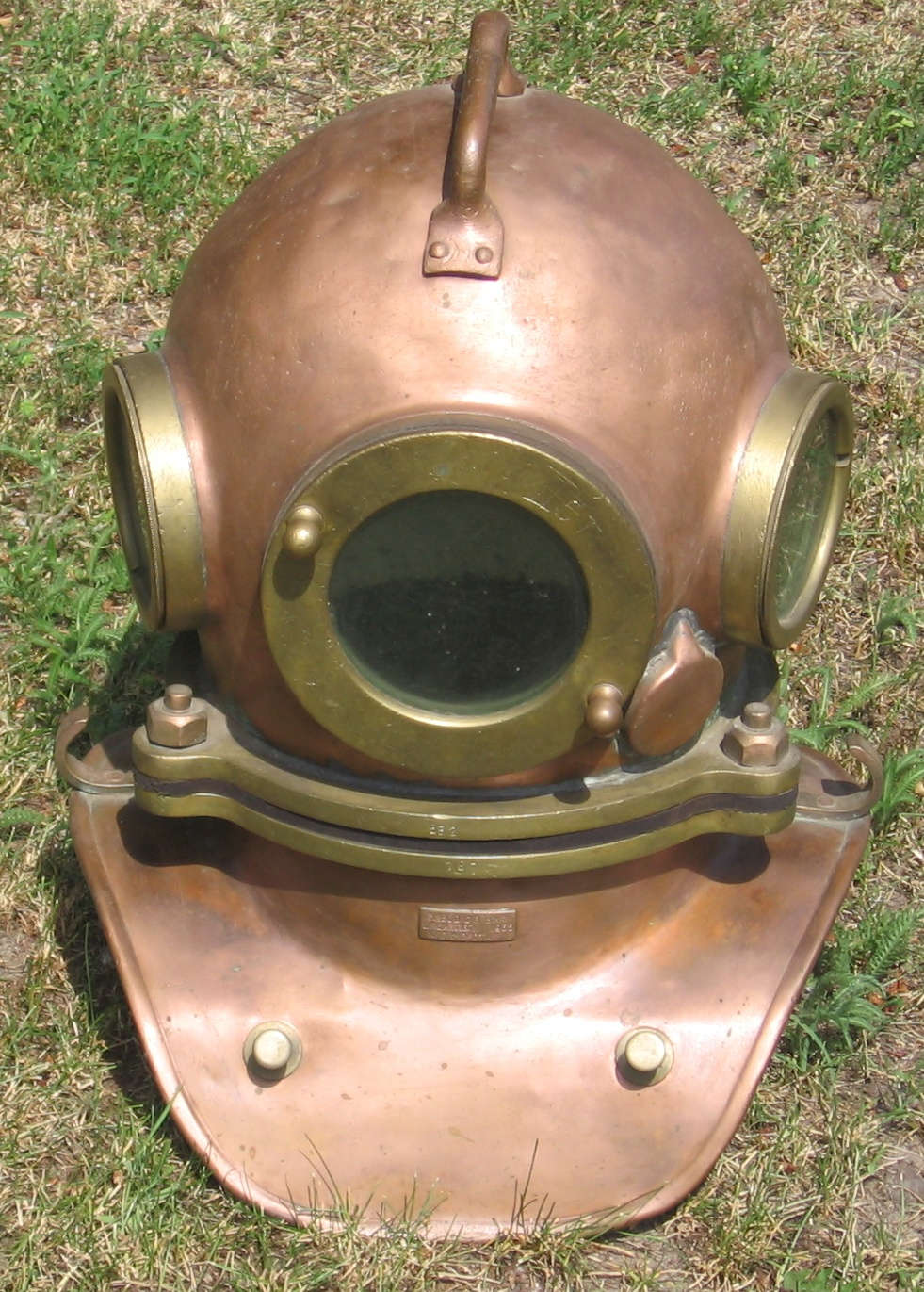
Cască de scafandru greu fabricaţie U.R.S.S., cu trei prezoane

Casca de scafandru (cască rigidă) este componenta principală a echipamentului de scufundare cu alimentare de la suprafață utilizat de către scafandrii profesioniști.
Casca are rolul de a asigura scafandrului alimentare cu amestec respirabil (aer sau amestec gazos sintetic Heliox), protecția capului, comunicații cu suprafața, vizibilitate sub apă.
Primele modele au fost în componența echipamentului greu, clasic de scufundare (scafandrul greu), concepute în 1829 în Anglia de către frații John și Charles Dean. În anul 1837 germanul Augustus Siebe brevetează o variantă perfecționată a aparatului fraților Dean cu care se puteau efectua scufundări până la adâncimea de 54 m. Apare astfel echipamentul greu de scufundare, compus din costum și cască rigidă, alimentat de la suprafață cu pompă de aer. 
Căștile rigide au fost fabricate și de firmele Dräger AG în Germania, Galeazzi în Italia, Rouquayrol-Denayrouze și Cabirol în Franța, Morse Diving Equipment Company, Schrader, Miller și Desco în S.U.A., Yokohama Diving Apparatus în Japonia, U.R.S.S. etc
Casca scafandrului greu este confecționată din cupru și este prevăzută cu același număr de 2, 3, 6, 8, sau 12 prezoane cu care se fixează de plastron cu închidere tip baionetă. Are de asemenea, un număr de 2, 3 sau 4 vizoore cu geamuri. Vizoarele laterale și cele superioare au bare din alamă pentru protecție. Vizorul frontal se poate deschide și închide prin înșurubare. În spate, în partea stângă a căștii se află vana de alimentare cu amestec respirabil cu clapetă antiretur, iar în dreapta este racordul telefonic și supapa de evacuare. Surplusul de amestec respirabil este eliminat prin supapa de evacuare prevăzută cu un resort a cărui tensiune (presiune) poate fi reglată. De regulă, supapa acționează atunci când presiunea în cască depășește cu 0,35 bar o presiune egală cu suma dintre presiunea exterioară a apei la adâncimea la care se află supapa și tensiunea reglabilă a resortului.
Casca are în interior și o supapă de evacuare acționată cu capul de către scafandru. Unele modele sunt prevăzute cu un robinet de apă numit „cocoș” folosit de scafandru pentru prinderea în gură a unui jet de apă pentru curățirea geamului.
De-a lungul timpului s-au făcut eforturi pentru a se adapta și perfecționa vechiul echipament clasic care devine tot mai greoi și dificil de utilizat.

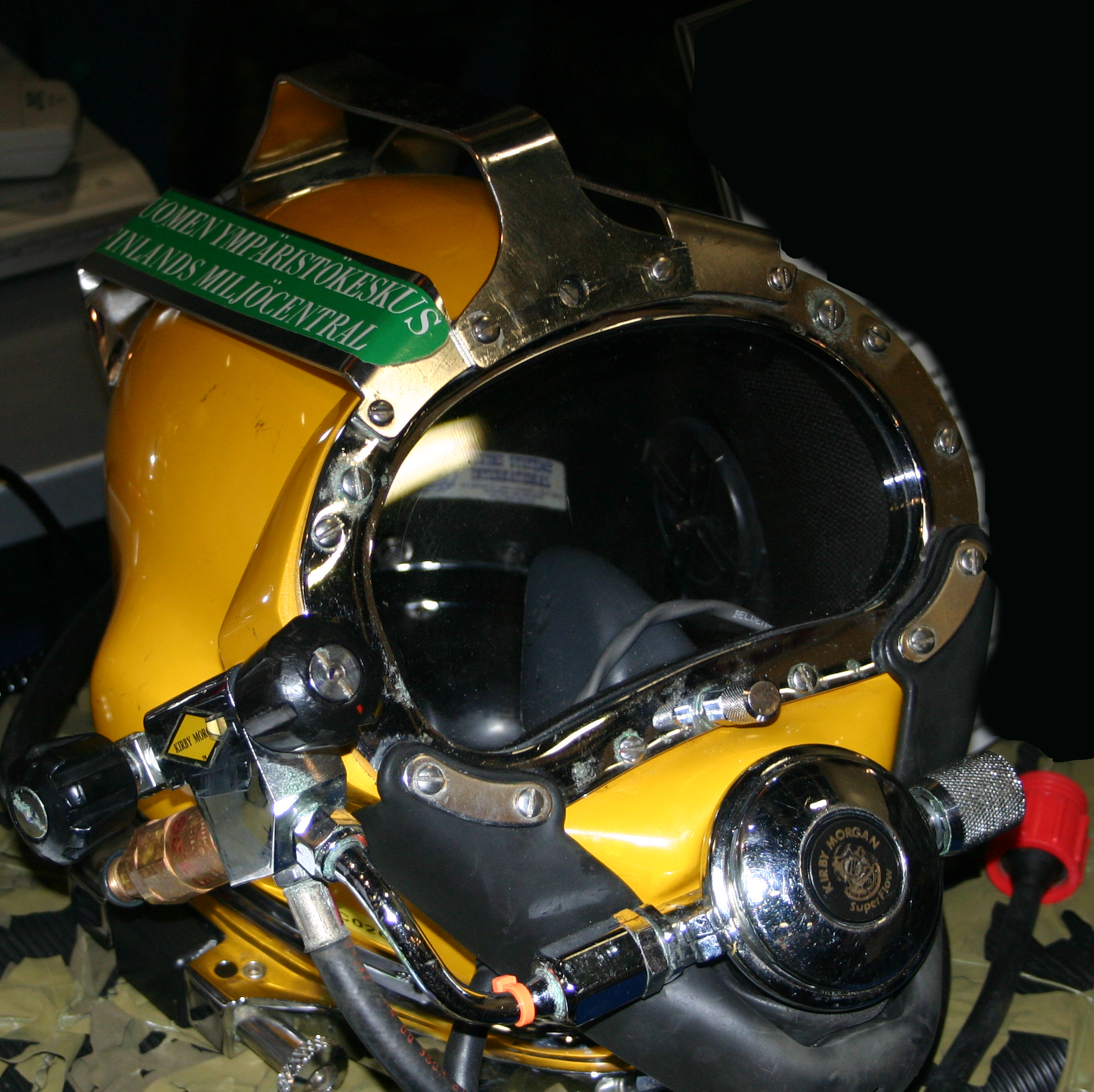
Cască tip Kirby-Morgan cu alimentare la cerere

În anul 1966 Bev Morgan și Bob Kirby înființează în Santa Barbara, California, firma Kirby Morgan Corporation, primul fabricant de căști rigide superușoare și de măști faciale de scufundare.  În locul costumului clasic fixat de cască cu prezoane și plastron, se utilizează un sistem de cuplare format doar dintr-un inel metalic și un guler din cauciuc.
Funcție de modul de alimentare cu amestec respirabil al scafandrului, acestea pot fi de două tipuri:
- cu alimentare la cerere
- cu alimentare în flux continuu

## Cască rigidă cu alimentare la cerere
Casca rigidă cu alimentare la cerere are aceleași elemente componente ca și masca facială, dar în locul cagulei din neopren este o carcasă rigidă fabricată din fibră de sticlă sau bronz.

## Cască rigidă cu alimentare în flux continuu
Casca rigidă cu alimentare în flux continuu funcționează în circuit deschis, scafandrul primind un flux continuu de amestec respirabil. Din acest motiv casca nu are un detentor și mască oro-nazală.

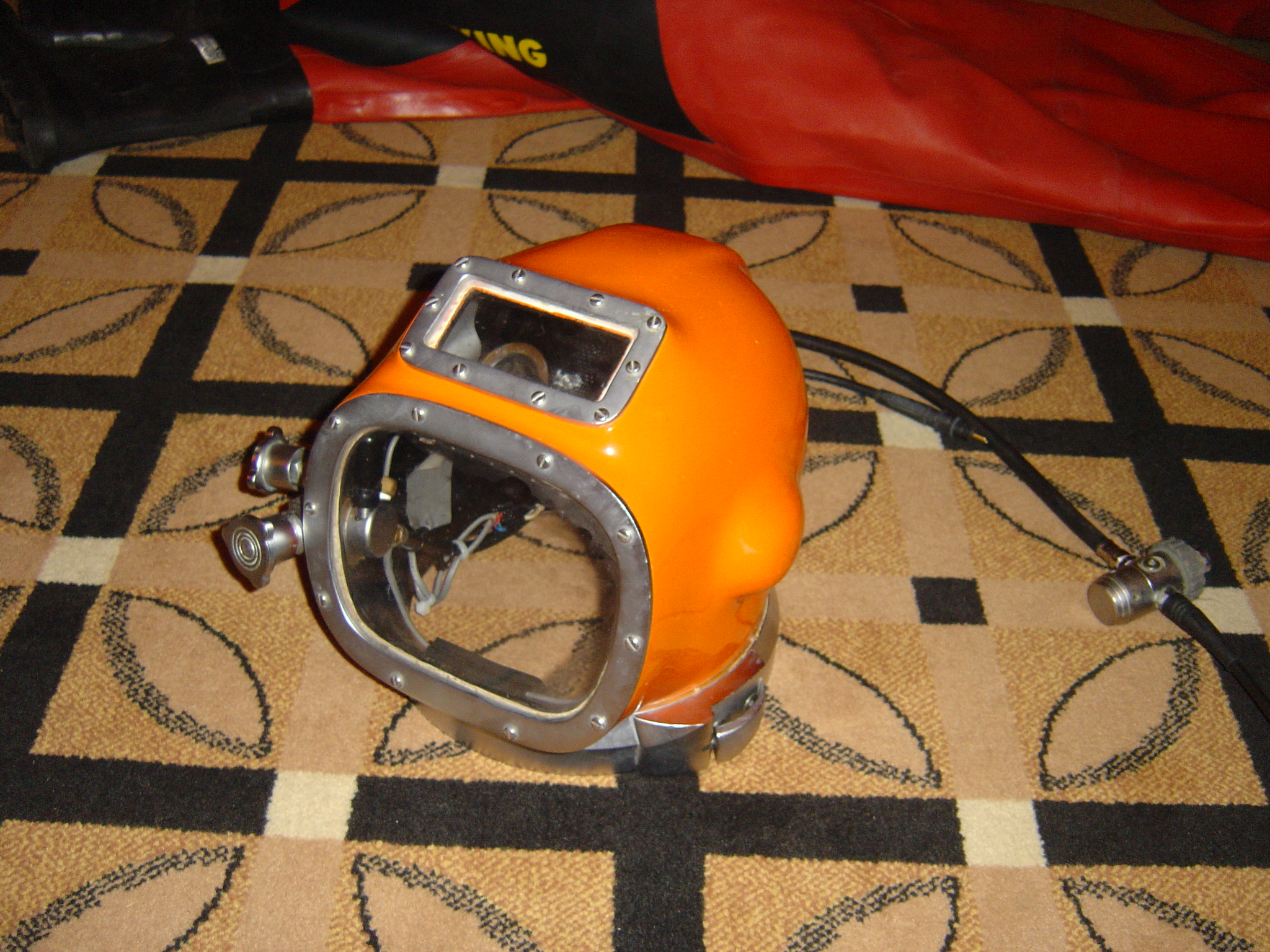
Cască în flux continuu

### Părți componente
Casca rigidă în flux continuu are următoarele părți componente:
- carcasă rigidă: este fabricată din material plastic ranforsat, fibră de sticlă, cupru, sau oțel inoxidabil
- geam: poate avea unul sau două geamuri fabricate din lexan. Geamul din față are grosimea de cca 9 mm, iar cel de-al doilea situat la partea superioară de cca 6 mm.
- vană de alimentare: este prevăzută cu o clapetă antiretur pentru a împiedica pătrunderea fluxului de gaz în sens invers în cazul defectării sursei de alimentare. Poate fi acționată de către scafandru pentru creșterea debitului de gaz.
- atenuator de zgomot: are rolul de a reduce zgomotul produs de fluxul continuu ce intră în cască.
- vană și supapă de evacuare : se află lateral fiind locul de evacuare al gazului expirat. Vana este acționată de către scafandru pentru a ajusta presiunea internă din cască. Presiunea internă poate fi redusă în mod rapid de scafandru prin folosirea valvulei de cap aflată în interiorul căștii.
- sistem de comunicații: este alcătuit dintr-un microfon lateral și două difuzoare.
- sistem de prindere: constă dintr-un ansamblu format din unul sau două inele din oțel inoxidabil prevăzut cu un manșon din neopren pe gâtul scafandrului care se cuplează de cască printr-un mecanism de închidere tip baionetă ce nu permite desprinderea accidentală sub apă. Inelul se fixează cu ajutorul unei chingi în față, spate și între picioarele scafandrului.

## Firme producătoare
- KIRBY-MORGAN Arhivat în 11 mai 2008, la Wayback Machine.
- DIVEX
- POMMEC Arhivat în 4 martie 2016, la Wayback Machine.
- MILLER Arhivat în 28 decembrie 2008, la Wayback Machine.
- DESCO